# Négylábúság

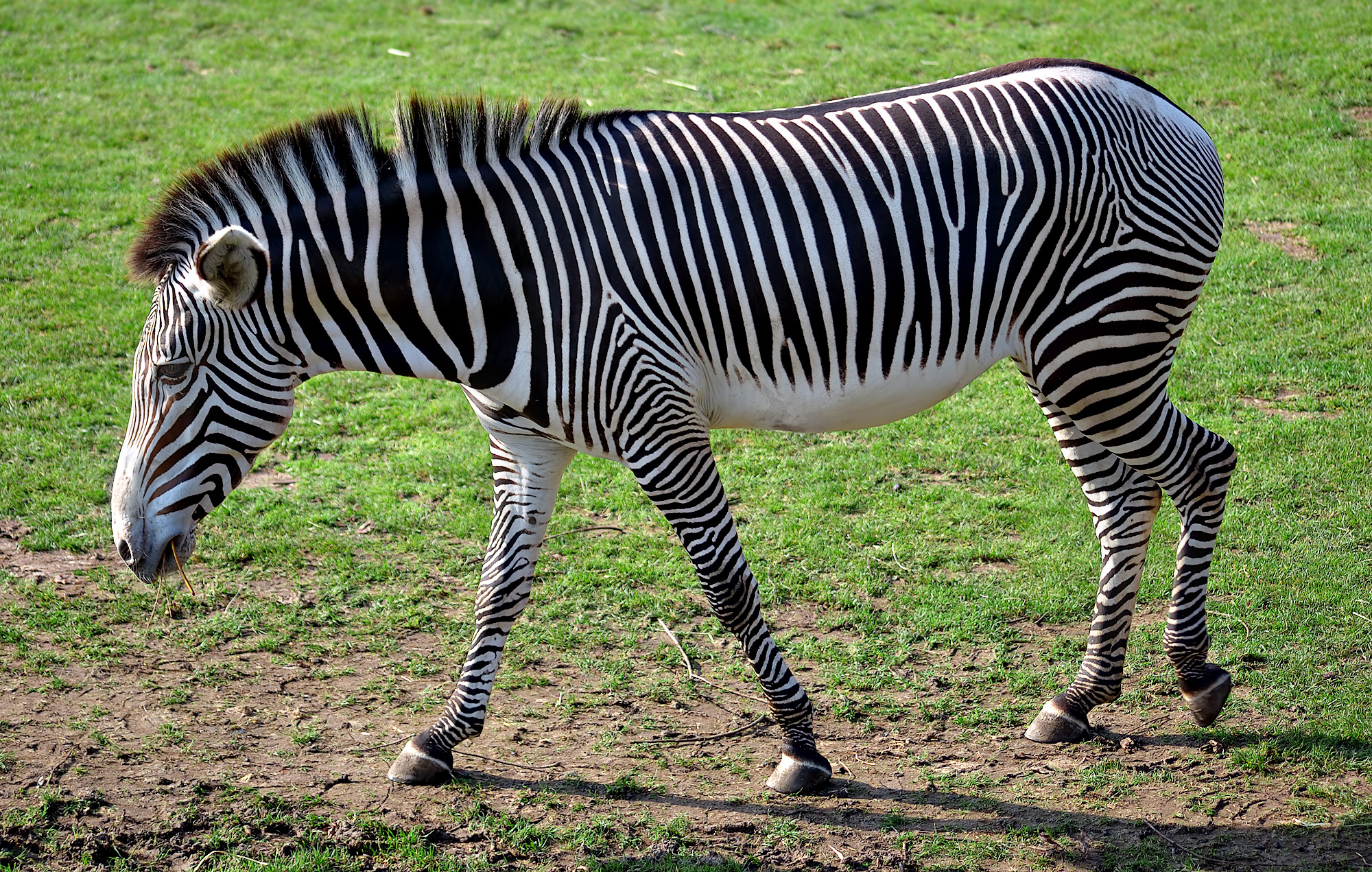
A zebra példa a quadrupedalizmusra

A négylábúság (vagy quadrupedalizmus, latin quattuor/quadr- = „négy-” és ped = „láb” szavak összetételéből) a szárazföldi mozgás egy formája, amelyhez négy lábra van szükség. A járó állatok közül a gerincesek általában ide tartoznak, például a szarvasmarhához és a macskához hasonló emlősök, vagy a hüllők közé tartozó gyíkok quadrupedek. A gerinceseknél a mozgás átalakulhatott kétlábúságra (például madarak vagy az ember) vagy lábatlan életmódra (például kígyók). A más testfelépítésű szárazföldi állatok vagy lábatlanok, vagy lábainak száma négy és néhány száz között változik. Vannak kivételek, például a rovarok között az imádkozó sáska quadruped. Némelyik madár bizonyos helyzetekben quadruped mozgásra vált, ilyen például a papucscsőrű madár, amely a szárnyai segítségével veti magát a zsákmánya után.

## Quadrupedek és négylábúak
Nem minden négy végtaggal rendelkező állat quadruped. Bár evolúciós szemszögből a karok és a szárnyak módosult lábak, azokat az állatokat, amelyeknek négy lábuk van a négylábúak taxonómiai csoportjába, a Tetrapodák közé sorolják be. E csoport tartalmazza az összes quadrupedális őssel rendelkező gerincest, beleértve az emlősöket, a hüllőket, a kétéltűeket és a madarakat.
A különbség a quadrupedek és a tetrapodák között fontos az evolúciós biológia szemszögéből, főként a biped, szárnyas állatokat és azokat tekintve, amelyek mellső végtagjai más feladathoz alkalmazkodtak (például uszonyokká váltak a ceteknél és az úszólábúaknál). Ezek az állatok mind tetrapodák, de egyikük sem quadruped. Habár a kígyók lábai teljesen elcsökevényesedtek, mégis a tetrapodák közé tartoznak.

## Quadrupedalizmus az embereknél
2005 júliusában, egy dél-törökországi faluban a tudósok felfedeztek öt kurd testvért, akik természetes módon, a kezeiken és lábaikon jártak. A csuklójukon járó csimpánzoktól eltérően a (18 és 34 év közötti) testvérek a tenyerüket használták, megőrizve az ujjaik ügyességét. A kezeiken található bőrkeményedések valószínűtlenné tették annak esélyét, hogy csalás történt. Egy hasonló esetről szóló beszámoló vált ismertté Chiléből, de az ügy még kivizsgálást igényel.
A család felfedezése betekintést engedett a tudósok számára az emberi evolúció történetébe. Nicholas Humphrey és John Skoyles a London School of Economics kutatója, valamint a Cambridge-i Egyetemen dolgozó Roger Keynes kijelentették, hogy a járásmód alapján a két ritka jelenség hasonló. Először is a gyermekek korai térden való mászása helyett a családtagok medveszerűen, a talpukon jártak. Másodszor a velük született agykárosodás révén nehezen voltak képesek a két lábukon egyensúlyozni. Emiatt a motorikus fejlődésük a bipedalitásuk helyettesítéséhez vezetett.
Más tudósok, például a Max Planck Intézetben dolgozó Stefan Mundlos úgy vélte, hogy a család szokatlan járásmódja egy genetikai rendellenesség eredménye lehetett. Mundlos szerint a 17-es kromoszóma egyik részén található az emberi bipedalizmusért felelős rész.

## Fordítás
- Ez a szócikk részben vagy egészben  a   Quadrupedalism című angol Wikipédia-szócikk ezen változatának fordításán alapul.  Az eredeti cikk szerkesztőit annak laptörténete sorolja fel. Ez a jelzés csupán a megfogalmazás eredetét és a szerzői jogokat jelzi, nem szolgál a cikkben szereplő információk forrásmegjelöléseként.

## Külső hivatkozások
- Family may provide evolution clue. BBC News. (Hozzáférés: 2009. február 19.)
- Basic training for quadrupedal locomotion. (Hozzáférés: 2009. február 19.)